# 三善康清
三善 康清（みよし の やすきよ、生没年不詳）は、鎌倉時代前期の幕府吏僚。三善康信の弟。隼人佐、出家後は隼人入道と号した。
以仁王の挙兵の際、兄・康信の意を受けて伊豆へ下り、源頼朝に挙兵の旨を伝えた。建久元年、頼朝の上洛の際に奉行人を、建久2年に吉書始の公事奉行人を、建久5年の薬師寺新造の奉行人などを歴任し、能吏として幕府の実務をこなした。『吾妻鏡』の正治元年以降の記述には、隼人入道の名で登場する事から、頼朝の死を契機に出家したと推測される。2代将軍源頼家の蹴鞠の相手を務めることも多く、頼家は康清の邸宅の懸樹を好み、度々康清の邸宅を訪れ、そこで蹴鞠に打ち込んだ。
また、娘である尼光蓮は鎌倉御家人、酒井明政に嫁ぎ、酒井氏の祖である政親を産んだ。
その後、明政の遺領を政親に譲る。しかし、政親の押領によって親子で訴訟を起こすことになるが、尼光蓮の父、康清の働きかけで解決した。

## 関連作品
テレビドラマ
- 草燃える（1979年、NHK大河ドラマ） - 演：佐古正人